# Catocala sordida
Catocala sordida är en fjärilsart som beskrevs av Augustus Radcliffe Grote 1877. Catocala sordida ingår i släktet Catocala och familjen nattflyn. Inga underarter finns listade i Catalogue of Life.

## Bildgalleri

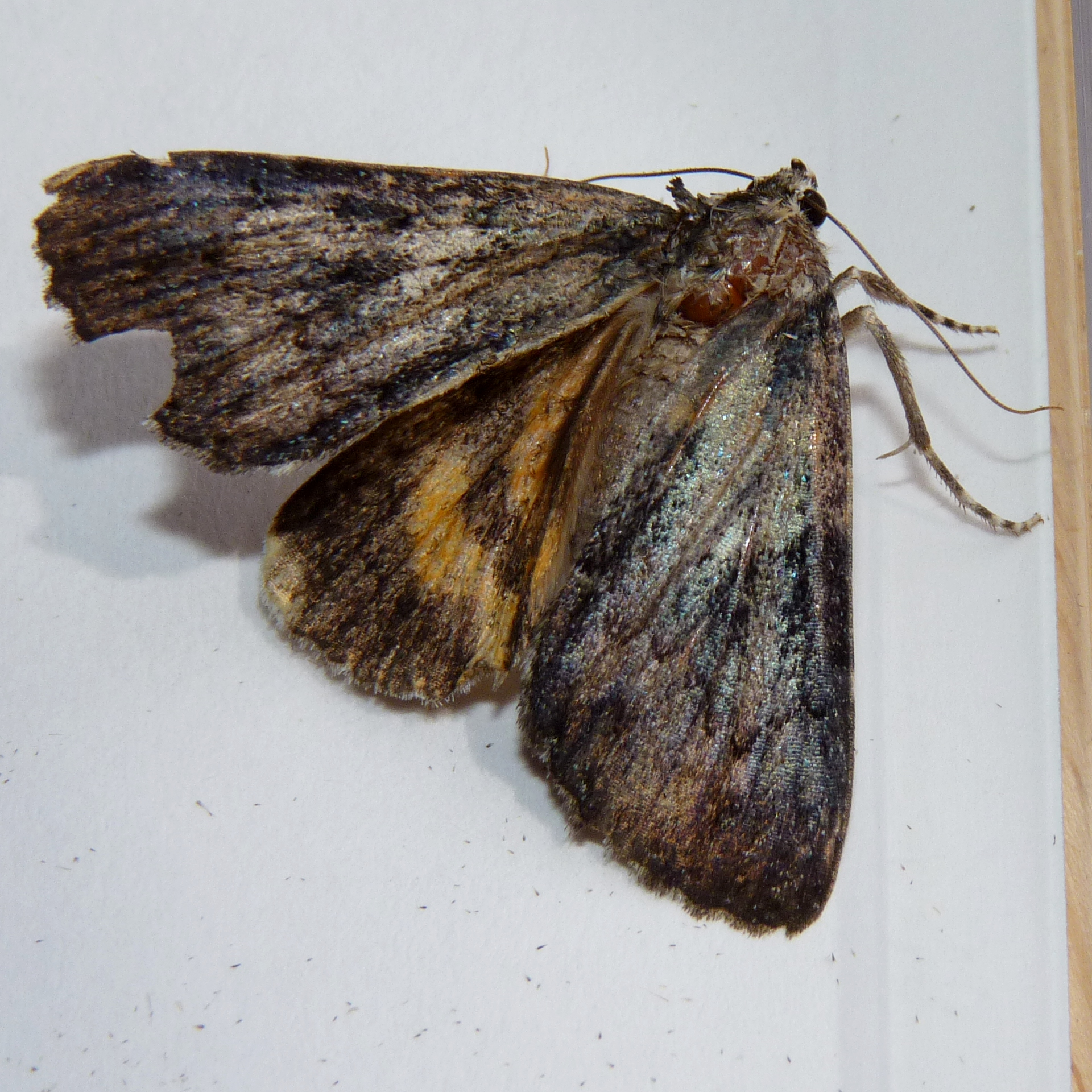
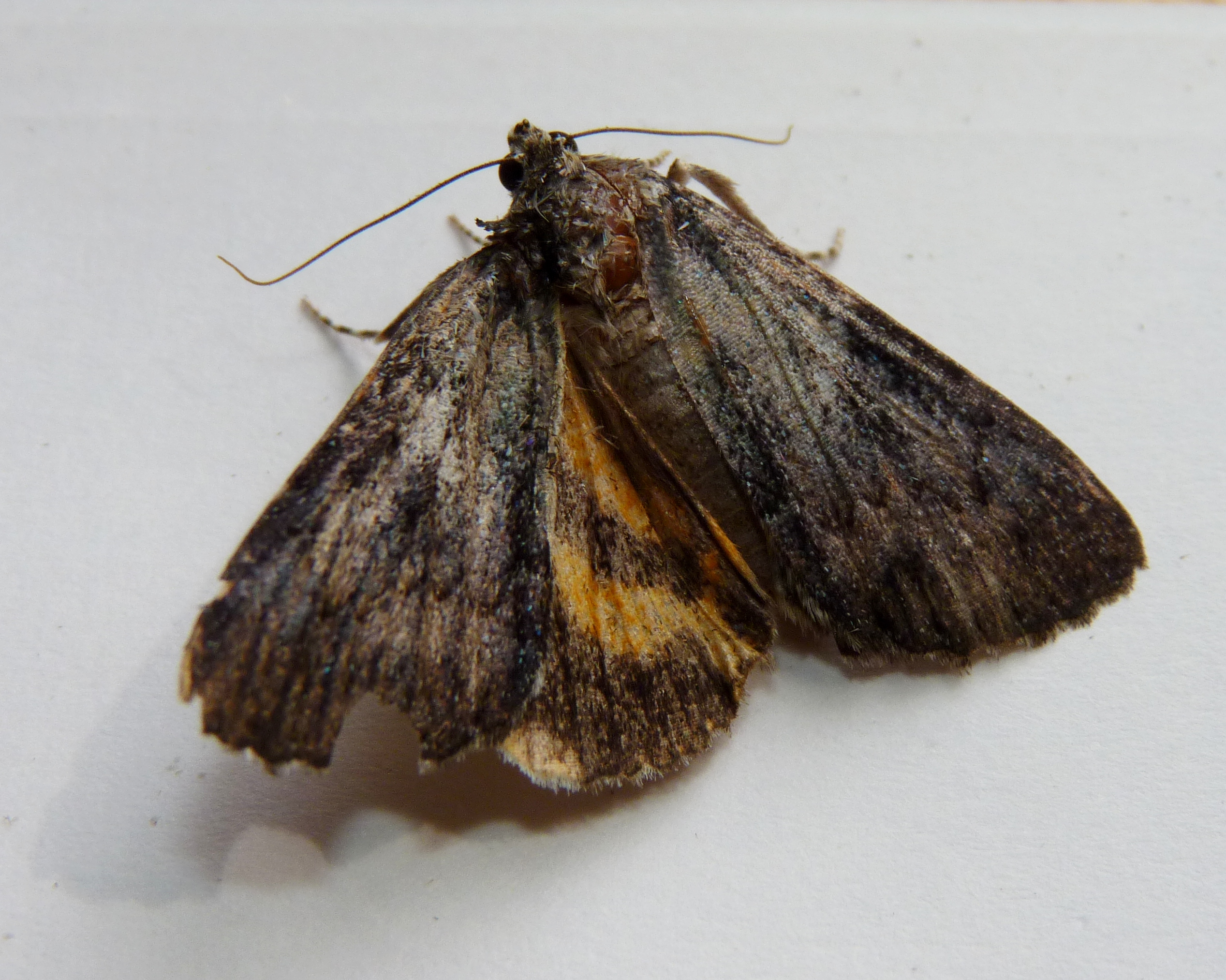